# Kouassi Eboue
Jules Christ Eboue Kouassi (Abiyán, Costa de Marfil, 13 de diciembre de 1997) es un futbolista marfileño.

## Trayectoria
Kouassi jugó para la Académie Symbiose Foot d'Abobo en Costa de Marfil antes de trasladarse al FC Shirak Gyumri a principios de 2014. En el verano de 2014 se unió a las inferiores del Krasnodar.
En diciembre de 2015, Kouassi firmó un nuevo contrato con Krasnodar. Kouassi hizo su debut con Krasnodar el 21 de mayo de 2016, en una victoria por 1-0 contra Amkar Perm en la Premier League rusa. Se convirtió en titular la temporada siguiente, 2016-17, jugando un total de 18 partidos a fines de diciembre de 2016 y ayudando a su equipo a alcanzar el quinto lugar en la liga. Durante este tiempo, Kouassi también anotó su primer gol; abrió el marcador en la victoria por 3-0 sobre el equipo Birkirkara en la eliminatoria de la Liga Europa de la UEFA el 4 de agosto de 2016.
El 3 de enero de 2017, se informó que el Celtic Football Club había alcanzado un acuerdo por alrededor de £ 3 millones con Krasnodar para fichar a Eboue Kouassi. El Celtic anunció el fichaje de Kouassi con un contrato de cuatro años. Kouassi hizo 22 apariciones en el primer equipo del Celtic en sus primeros tres años. Fue cedido al club belga Genk en enero de 2020.
Kouassi fichó por K. R. C. Genk el 1 de julio de 2020 por 1,5 millones de euros. El 31 de agosto de 2021 fue cedido al Futebol Clube de Arouca.

## Carrera internacional
Kouassi fue convocado a la selección de Costa de Marfil por primera vez en noviembre de 2016 para un partido de la clasificación de CAF para la Copa Mundial de Fútbol de 2018 contra la selección de fútbol de Marruecos y un amistoso contra la selección de fútbol de Francia. Sin embargo, en ambos partidos fue suplente.